# Говард, Томас, 14-й граф Саффолк
Томас Говард, 14-й граф Саффолк, 7-й граф Беркшир (англ. Thomas Howard, 14th Earl of Suffolk, 7th Earl of Berkshire; 11 января 1721 — 3 февраля 1783) — британский пэр и политик. Он был известен как Достопочтенный Томас Говард с 1721 по 1779 год.

## Происхождение и образование
Родился 11 января 1721 года в Чарльтоне, графство Уилтшир. Пятый сын Генри Говарда, 11-го графа Саффолка (1686—1757), и Кэтрин Грэм (? — 1762), дочери полковника Джеймса Грэма и Дороти Говард. Он получил образование в колледже Святого Иоанна в Оксфорде и получил степень магистра в 1741 году.

## Карьера

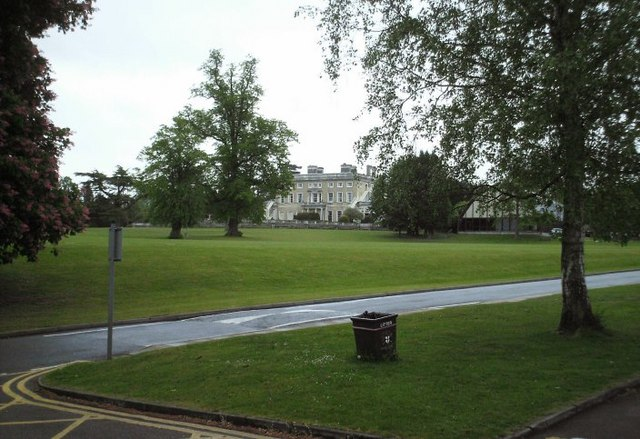
Эштед-Парк, Суррей — резиденция семьи Говардов до 1789 года.

Он был принят в Иннер-Темпл в 1744 году с правом заниматься адвокатской практикой.
Томас Говард заседал в Палате общин Великобритании от Касл-Райзинга (1747—1768), Малмсбери (1768—1774) и Митчелла (1774—1779).
10 августа 1779 года после смерти своего внучатого племянника, Генри Говарда, 13-го графа Саффолка, Томас Говард унаследовал титулы 14-го графа Саффолка, 7-го графа Беркшира, 7-го виконта Андовера в графстве Саутгемптон и 7-го барона Говарда из Чарльтона в графстве Уилтшир, став членом Палаты лордов Великобритании.
Он стал членом коллегии Иннер-Темпла в 1779 году.
Лорд Саффолк скончался 11 февраля 1783 года в возрасте 61 года в Вестминстере, Лондон, Англия. Он был похоронен 23 февраля 1783 года в Эштеде, Суррей. После его смерти в 1783 году ему наследовал дальний родственник Джон Говард, 15-й граф Саффолк.

## Семья
13 апреля 1747 года в церкви Темпл в Лондоне Томас Говард женился на Элизабет Кингскот (7 марта 1721/1722 — 22 июня 1769), дочери Уильяма Кингскота и Кэтрин Барнсли. У супругов была одна дочь:
- Леди Диана Говард (23 июля 1748 — 20 июня 1816), в 1782 году она вышла замуж за сэра Майкла ле Флеминга, 4-го баронета

У графа также была внебрачная дочь Маргарет Саутвелл, которая в 1794 году вышла замуж за сэра Джорджа Аберкромби Робинсона, 1-го баронета (1758—1832), от которого у неё было семеро сыновей и дочь.